# Vườn quốc gia Söderåsen
Vườn quốc gia Söderåsen (Thụy Điển: Söderåsens Nationalpark) là một vườn quốc gia nằm cách Helsingborg 30 km về phía tây, thuộc Skåne.Vườn quốc gia Söderåsen thành lập vào năm 2001 bởi những người dân địa phương Klippan và Svalöv với diện tích khoảng 16 km². Nó kéo dài từ khe núi Skäralids ở phía bắc tới phía nam Nackarpsdalen. Tên của vườn quốc gia được lấy từ sườn núi Söderåsen (chính xác hơn là một khối lồi), tại đây có điểm cao nhất của Skåne đạt 212 mét so với mực nước biển. Sườn núi này kéo dài từ Röstanga ở phía đông nam đến Åstorp ở phía tây bắc và bị chia cắt bởi các thung lũng và khe nứt.
Điểm cao nhất trong vườn quốc gia là Kopparhatten với độ cao cao 200 mét. Tại đây có cảnh quan đặc biệt ấn tượng, với những khe núi sâu tới 90 mét. 

## Du lịch
Điểm đến phổ biến trong vườn quốc gia là Hồ Oden trong dãy Nackarpsdalen và các điểm quan sát Kopparhatten, Hjortsprånget và Lierna tại dãy Skäralidsdalen.
Oden là một hồ nước có hình tròn, đường kính khoảng 150 mét và sâu 19 mét. Hồ nước có thể là đã được hình thành từ một ngách sông băng, và tên Oden là bởi hình dạng tròn như thần Odin một mắt.

## Tự nhiên
Tự nhiên tại vườn quốc gia là khu rừng rụng lá, tại đây có các loại cây khác nhau như sồi, dẻ, Fraxinus và chanh. Ngoài ra, ở đây còn rất phong phú về nấm, côn trùng, sinh vật nước, rêu, chim và dơi.
Bởi vì cảnh quan của vườn quốc gia khá gồ ghề nên nhiều đặc tính của rừng nguyên sinh đã được bảo tồn. Ví dụ như khi một cây chết đi, điều này khiến cho các loài côn trùng phát triển, nhờ đó mà hệ thực vật cũng vô cùng phong phú, với các loài như là các loài của chi Circaea hay đồng cỏ Talictrum